# Henriëtte van Nevers
Henriëtte van Nevers ook bekend als Henriëtte van Kleef (La Chapelle-d'Angillon, 31 oktober 1542 – Parijs, 24 juni 1601) was van 1564 tot aan haar dood hertogin van Nevers en van 1564 tot 1581 gravin en van 1581 tot aan haar dood hertogin van Rethel. Ze behoorde tot het huis van der Mark.

## Levensloop
Henriëtte was een dochter van hertog Frans I van Nevers en Margaretha van Bourbon, dochter van hertog Karel van Bourbon-Vendôme. Haar dooppeter was de latere koning Hendrik II van Frankrijk. Na de kinderloze dood van haar jongere broer Jacob werd ze in 1564 hertogin van Nevers en gravin van Rethel. Haar vader en broers lieten haar een enorme schuldenberg na, maar ze wist de financiële situatie in haar domeinen in orde te brengen.
Op 4 maart 1565 huwde zij met Lodewijk Gonzaga (1539-1595), zoon van hertog Frederik II Gonzaga van Mantua. Na het huwelijk regeerden Lodewijk en Henriëtte samen over het graafschap Rethel en het hertogdom Nevers. In 1581 werd Rethel tot een hertogdom verheven. Na het overlijden van Lodewijk in 1595 regeerde Henriëtte alleen over haar domeinen.
Henriëtte was de maîtresse van Annibale Cocanna, een Piëmontse avonturier die in 1574 onthoofd werd omdat hij deelnam aan een samenzwering tegen koning Karel IX van Frankrijk.  
In juni 1601 stierf ze op 58-jarige leeftijd in het Hotel de Nevers in Parijs. Ze werd bijgezet in de Kathedraal van Nevers.

## Nakomelingen
Henriëtte en Lodewijk Gonzaga kregen vijf kinderen:
- Catharina (1568-1629), huwde in 1588 met hertog Hendrik I van Longueville
- Maria Henriëtte (1571-1614), huwde in 1599 met hertog Hendrik van Mayenne
- Frederik (1573-1574)
- Frans (1576-1580)
- Karel I (1580-1637), hertog van Nethel en Rethel en hertog van Mantua